# Metropolia Tyru
Metropolia Tyru – metropolia Kościoła melchickiego w Libanie. W jej skład wchodzi archidiecezja metropolitalna oraz trzy podległe jej eparchie, przy czym ze względów honorowych wszystkie tytułowane są archieparchiami (archidiecezjami). 

## Lista diecezji
- archidiecezja Tyru
- archieparchia Banjas
- archieparchia Sydonu
- archieparchia Trypolisu Libańskiego